# Euro Hockey Tour 2009/2010
Euro Hockey Tour 2009/10 är den fjortonde upplagan av Euro Hockey Tour. Säsongen 2009/2010 vanns Euro Hockey Tour av Finland före Ryssland, Tjeckien och Sverige.
Liksom föregående säsonger var en match utbruten från ordinarie spelplats och spelades på annan ort och i annat land. På grund av 2010 års olympiska turnering i Vancouver i Kanada var ordningsföljden för turneringarna återigen omkastad. Czech Hockey Games såväl avslutade säsongen 2008/2009 som inledde säsongen 2009/2010.

## Turneringar

### Czech Hockey Games
Czech Hockey Games 2009/2010 spelades 3-6 september 2009, med den utbrutna matchen Ryssland-Sverige i Ryssland.

### Karjala Tournament
Karjala Tournament 2009/2010 spelas 5-8 november 2009, med den utbrutna matchen Sverige-Tjeckien i Sverige.

### Channel One Cup
Channel One Cup 2009/2010 spelas i Ryssland den 17-20 december 2009, med den utbrutna matchen Tjeckien-Finland i Tjeckien.

### LG Hockey Games
LG Hockey Games 2009/2010 spelas i Globen, Stockholm, Sverige 29 april-2 maj 2010, med den utbrutna matchen Finland-Ryssland i Finland.

## Tabell
| Lag      | S  | V | VÖ | T | FÖ | F | GM | IM | P  |
| -------- | -- | - | -- | - | -- | - | -- | -- | -- |
| Finland  | 12 | 5 | 2  | 4 | 2  | 3 | 41 | 28 | 21 |
| Ryssland | 12 | 4 | 3  | 6 | 3  | 2 | 40 | 36 | 21 |
| Tjeckien | 12 | 3 | 3  | 6 | 3  | 3 | 32 | 30 | 17 |
| Sverige  | 12 | 2 | 2  | 4 | 2  | 6 | 30 | 49 | 12 |

### Fotnoter
1. ↑  ”Sverige leder Euro Hockey Tour säsongen 2015/2016”. Svenska ishockeyförbundet. 1 mars 2016. Arkiverad från originalet den 22 december 2015. https://web.archive.org/web/20151222144348/http://www.swehockey.se/ImageVaultFiles/id_99984/cf_78/eht_2015-2016_sv.PDF. Läst 20 januari 2016.